# Austropeplea
Austropeplea is een geslacht van weekdieren uit de klasse van de Gastropoda (slakken).

## Soorten
- Austropeplea hispida (Ponder & Waterhouse, 1997)
- Austropeplea tomentosa (L. Pfeiffer, 1855)